# Metro van Buenos Aires
De metro van Buenos Aires (lokaal bekend als Subte, afkorting van subterráneo, ondergrondse) is een openbaar vervoerssysteem in de Argentijnse hoofdstad Buenos Aires. De opening van het stelsel vond reeds plaats in 1913, een primeur binnen Latijns-Amerika en de gehele Spaanssprekende wereld. Gedurende de eerste helft van de twintigste eeuw breidde het netwerk zich snel uit, maar na de Tweede Wereldoorlog stagneerde de uitbouw. Na achteruitgang van passagiersaantallen in de jaren tachtig werd de metro geprivatiseerd. Eind jaren negentig begon een nieuwe fase van plannen en uitbreiden. In 2007 werd de zesde en voorlopig nieuwste lijn geopend.

## Lijnen
Het metrostelsel bestaat uit zes lijnen, die ter onderscheiding een eigen letter en kleur gekregen hebben:
| Lijn   | Eindpunten                             | Geopend | Lengte  | Stations |
| ------ | -------------------------------------- | ------- | ------- | -------- |
| A      | Plaza de Mayo - San Pedrito            | 1913    | 9,2 km  | 18       |
| B      | Leandro N. Alem - Juan Manuel de Rosas | 1930    | 11,8 km | 17       |
| C      | Constitución - Retiro                  | 1934    | 4,4 km  | 9        |
| D      | Catedral - Congreso de Tucumán         | 1937    | 10,2 km | 16       |
| E      | Bolívar - Plaza de los Virreyes        | 1944    | 9,6 km  | 15       |
| H      | Las Heras - Hospitales                 | 2007    | 7,5 km  | 11       |
| Totaal | Totaal                                 | Totaal  | 54,4 km | 86       |

## Galerij

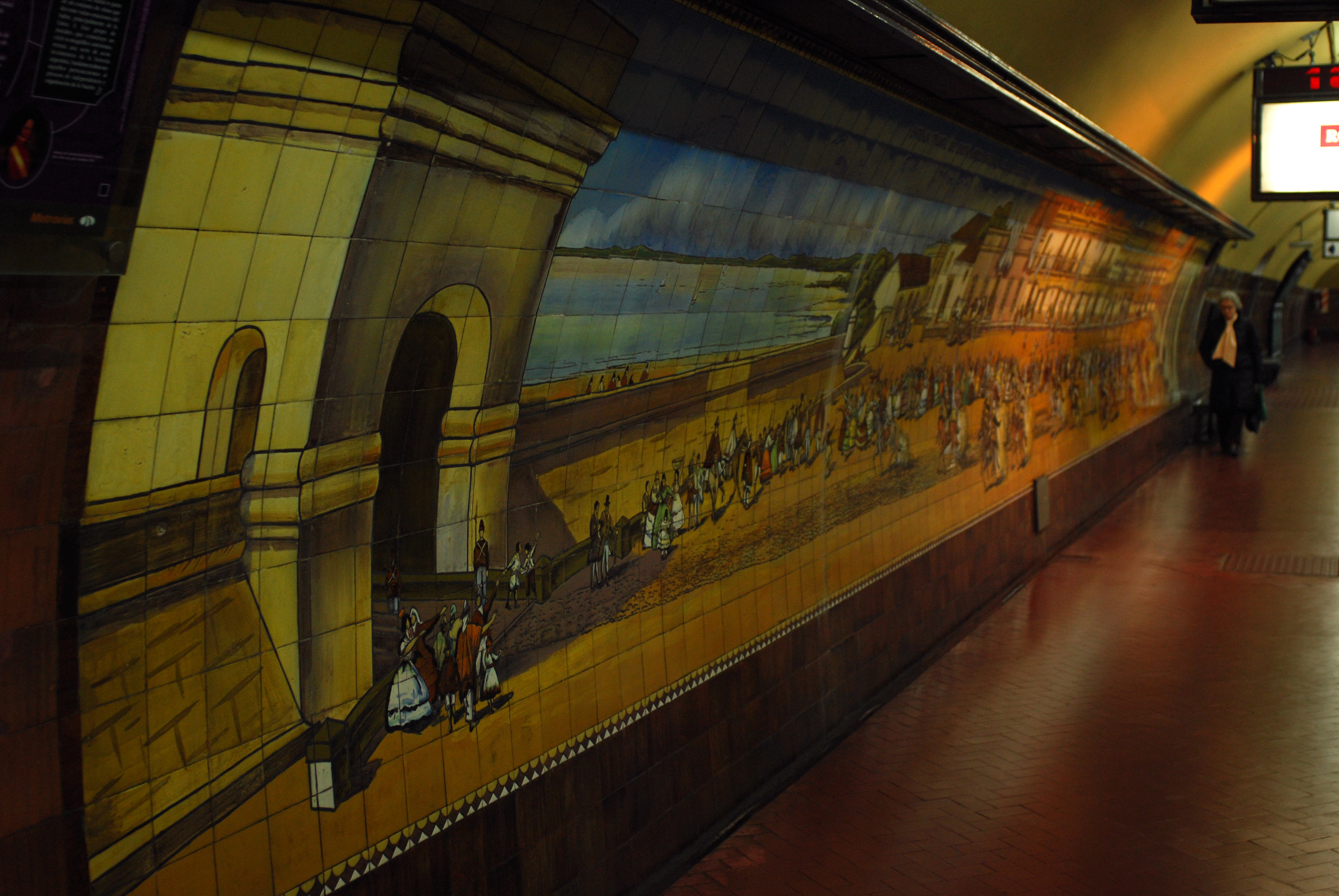
Muurschildering op een perron van lijn E
Planning van toekomstig netwerk met negen lijnen